# Comephorus
Comephorus (лат. Comephorus) — рід променеперих риб із родини Бабцевих (Cottidae), що включає в себе два види. Єдиний рід у підродині Comephorinae, раніше виділяли в самостійну родину Comephoridae.

## Опис
Це прозорі риби без луски й плавального міхура, тіло яких на 35 % складається з жиру. Мешкають на великій глибині озера Байкал і є живородними. В Росії рибу називають «голомянка», назва походить від слова «голомень», що означає «відкрите море», і точно передає особливості екології цих риб. Для цієї риби характерне потоншення кісток черепа, редукція скелета черевних плавників і, навпаки, збільшення розмірів грудних, спинних і анального плавників. Comephorus здатна зробити до 2000 маленьких риб. Д. М. Талієв згадує про розмноження Comephorus baikalensis шляхом гіногенеза (цей спосіб розмноження зустрічається у декількох видів риб).
Основними компонентами їжі є Epischura baikalensis і Malacostraca, другорядними або випадковими є циклопи, донні амфіподи та молоді рибки Comephorus. Молодь Comephorus харчується виключно веслоногими раками (Copepoda).
Довжина самок Comephorus baikalensis доходить до 25 см, самців — до 16 см особини Comephorus dybowskii помітно менших розмірів — самка досягає 15 см, а самець — 12 см.
Іноді останки Comephorus можна знайти на березі, наприклад, після шторму або після танення льоду, так як мертві риби через великий вміст в них жиру володіють меншою густиною, ніж вода, і тому після смерті спливають, замість того щоб тонути, що зазвичай відбувається з іншими рибами. Жир цієї риби, імовірно, використовувався раніше паливом для ламп і зіграв значну роль в монгольській та китайській медицині. Під час Німецько-радянської війни її виловлювали для того, щоб відновлювати сили поранених. Рибою Comephorus харчуються майже всі риби і, особливо, байкальська нерпа.

## Класифікація
Рід містить два види:
- Comephorus baikalensis (Pallas, 1776)
- Comephorus dybowskii (Korotneff, 1904)